# Prawo El Khomri
Prawo El Khmori (właśc. loi n° 2016-1088 du 8 août 2016 relative au travail, à la modernisation du dialogue social et à la sécurisation des parcours professionnels) – nowelizacja ustawy o prawie pracy we Francji, znana powszechnie jako Loi travail. Ustawa ta wywołała szereg protestów związków zawodowych.

## Geneza
Ustawa została po raz pierwsza przedstawiona w parlamencie francuskim 17 lutego 2016 roku przez Ministra Pracy, Myriam El Khomri. Ustawa weszła w życie 8 sierpnia 2016 roku. Ustawa miała usprawnić francuski kodeks pracy w celu zmniejszenia bezrobocia. Wielkim zwolennikiem nowelizacji ustawy był późniejszy prezydent Francji Emmanuel Macron.

## Założenia
Nowelizacja miała na celu ułatwić firmom zwalnianie pracowników, zredukować wynagrodzenie za nadgodziny, zmniejszyć odprawy należne pracownikom zwolnionym przez te firmy. Z drugiej strony umożliwiała ona pracodawcom na przekazywanie między sobą niewykorzystanych dni wolnych pracownika. Dodatkowo ustawa miała zapewnić wsparcie dla młodych ludzi bez doświadczenia zawodowego oraz odpowiednich kwalifikacji.

### Wynagrodzenie za nadgodziny
Ustawa zapewniała, że każda dodatkowo wypracowana godzina w 35 godzinnym tygodniu pracy będzie płatna dodatkowo. Zakładała 25 procentowy wzrost wynagrodzenia za pierwsze 8 nadgodzin, zaś każda godzina powyżej tych 8 nadgodzin będzie skutkowała 50 procentowym wzrostem wynagrodzenia. Firmy mogły negocjować wewnętrzne porozumienia ze związkami zawodowymi.

### Zwolnienia z przyczyn ekonomicznych
Nowe prawo ułatwiało tego typu zwolnienia, ponieważ wystarczyło wykazać, że firma w ostatnich czterech kwartałach zanotowała znaczący spadek obrotów, lub w ciągu ostatnich dwóch kwartałów zanotowała stratę. Aby uniemożliwić dużym organizacjom korzystania z luk prawnych wynikających z ustawy, prawo nie obejmowało spółek zależnych.

### Zwolnienia bezpodstawne
Prawo El Khmori wyznaczało maksymalne odszkodowanie, jakie pracownik mógł otrzymać, jeżeli pracownik udowodnił przed sądem pracy, że został zwolniony bezpodstawnie.

### Umowy korporacyjne
Ustawa zwiększa rolę porozumień w przedsiębiorstwach. Porozumienia te przeprowadzane są w formie referendum i są ważne w momencie, kiedy 50% głosów jest oddana przez członków związków zawodowych.

### Porozumienia dotyczące zmian w umowie
Firma może zawrzeć umowę dotyczącą zmiany godzin pracy i wynagrodzeń pracowników w celu przeniesienia firmy na inne rynki. Umowa może trwać do dwóch lat. Związki zawodowe muszą wyrazić na to zgodę, ale jeśli pracownik odmówi zmian w umowie, może zostać zwolniony.

### Compte personnel d’activité(CPA)
Powołano specjalny system compte personnel d’activité (CPA), polegający na monitorowaniu aktywności zawodowej osób zatrudnionych lub poszukujących pracy powyżej 16 roku życia. Ułatwia on pracownikom przeniesienie niewykorzystanego urlopu wypoczynkowego lub zwolnienia lekarskiego między miejscami pracy.

### Garantie jeunes
Wprowadzono garantie jeunes, czyli specjalny program polegający na wspieraniu młodych ludzi (w wieku od 18 do 25 lat) bez wykształcenia i doświadczenia zawodowego w celu podniesienia ich kwalifikacji i umiejętności, co ma im ułatwić odnalezienie się na rynku pracy. Osoby objęte tym programem otrzymywały dodatkowe wsparcie finansowe w wysokości 461 euro miesięcznie.

## Przyjęcie
Wstępna wersja ustawy spotkała się z dezaprobatą francuskiej społeczności. Wywołała liczne strajki i demonstracje organizowane przez związki zawodowe oraz grupy studentów.
10 maja premier Manuel Valls ogłosił, że ustawa zostaje przekierowana do Zgromadzenia Narodowego bez żadnego głosowania, wykorzystując przy tym Artykuł 49.3 francuskiej konstytucji. W rezultacie ustawa została przekierowana do Senatu na potrzeby debaty, w trakcie których ponownie powoływano się na Artykuł 49.3. Ustawa została ostatecznie przyjęta w izbie niższej 21 lipca, a następnie zatwierdzona przez Radę Konstytucyjną 4 sierpnia zanim weszła w życie 8 sierpnia.